# Erik Johan Zimmerman
Erik Johan Zimmerman, född 28 april 1779 i Stockholm, död 1817, var en svensk konduktör, bildhuggare och målare.
Han var son till fanjunkaren Gustaf Zimmerman och Sofia Josefina Bleumortier. Zimmerman var elev vid Konstakademiens arkitekturskola 1815–1919, där han 1816 tilldelades den tredje medaljen för ett ornament skuret i trä. Han medverkade i akademiens utställningar och framvisade ett förslag i tusch över en minnesvård över Karl XII.